# SER Cataluña
SER Cataluña (SER Catalunya en catalán), anteriormente conocida como SERCAT, es una cadena de radio privada español de carácter generalista y comercial, y ámbito catalán. Su programación combina contenidos en catalán de Radio Barcelona y programas en castellano de la Cadena SER.
Empezó las emisiones el 23 de mayo de 2016 con el nombre de SERCAT. Sus estudios están situados en la calle Caspe, 6, de Barcelona. La cadena es gestionada por la empresa Sociedad Española de Radiodifusión, propiedad de Prisa.

## Historia
La empresa Sociedad Española de Radiodifusión creó en 2016 una cadena de radio llamada SERCAT con una programación íntegramente en catalán basada en contenidos producidos por Radio Barcelona. SERCAT empezó las emisiones el 23 de mayo de 2016 y disponía de 5 frecuencias de emisión: Barcelona, Figueras, Gerona, Lérida, Manresa, Tarragona y Vendrell.
El 15 de octubre de 2018 la cadena cambió el nombre a SER Cataluña y su programación pasó a incluir, además de los contenidos en catalán de Radio Barcelona, programas de la Cadena SER. Coincidiendo con este cambios, la cadena amplió a 17 el número de frecuencias.

## Programación
A continuación queda detallada la parrilla de la programación de SER Cataluña para la temporada 2019-2020.[actualizar] Esta se puede ver afectada por acontecimientos deportivos o informativos especiales durante la semana.

### De lunes a viernes
- 06:00 a 07:00: Emisión de la Cadena SER.
- 07:00 a 11:02: Aquí Catalunya, con Pablo Tallón.
- 11:02 a 11:30: Aquí Barcelona, con Jordi Cartañá.
- 11:30 a 12:00: Els imprescindibles del balcó, con Joan Bofill.
- 12:00 a 14:00: Què t'hi jugues!, con Sique Rodríguez.
- 14:05 a 14:30: Hora 14 Catalunya, con Sergi Caballero.
- 14:30 a 15:00: Emisión de la Cadena SER.
- 15:00 a 16:00: Llapis de memoria, con Jordi Manau (se incorporó tras el fallecimiento de Oscar Moré)
- 16:00 a 19:00: Emisión de la Cadena SER.
- 19:00 a 21:00: El balcó, con Ana Puigboltas.
- 21:00 a 07:00: emisión de la Cadena SER.

### Sábados y domingos
- 08:50 a 09:00: A Vivir Catalunya, con Ferrán Dalmau.
- 13:00 a 14:00: Tot és comèdia, con Màxim Castillo.
- 14:05 a 14:30: Hora 14 Catalunya, con Ferrán Dalmau.
- 14:30 a 01:30: Emisión de la Cadena SER.

## Frecuencias
Andorra
- Andorra la Vieja : 92.1 FM

 Provincia de Barcelona
- Barcelona: 103.5 FM
- Manresa: 104.4 FM
- Vich: 92.3 FM

 Provincia de Gerona
- Calonge: 101.9 FM
- Figueras: 104.4 FM
- Gerona: 97.4 FM
- Olot: 95.5 FM
- Puigcerdá: 89.8 FM
- Portbou: 104.0 FM

 Provincia de Lérida
- Cervera: 99.2 FM
- Lérida: 103.6 FM
- Sort: 89.6 FM
- Viella: 97.2 FM

 Provincia de Tarragona
- Tarragona: 97.7 FM
- Vendrell: 104.0 FM
- Tortosa: 95.7 FM